# Hugo Kołłątaj

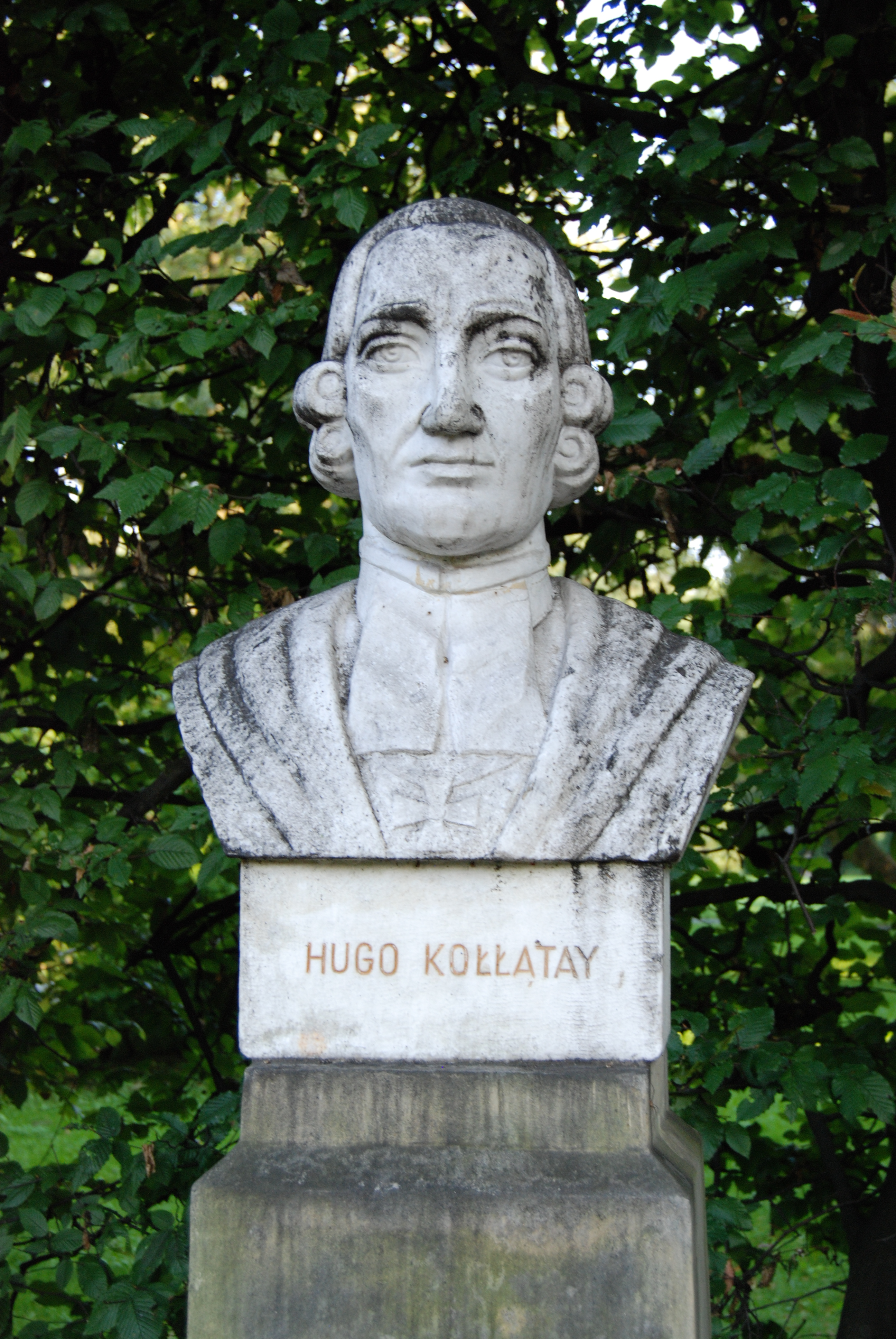
Monumento a Kołłątaj en Cracovia.

Hugo Kołłątaj (1750—1812) fue un sacerdote católico, activista político, e historiador polaco.
Estudió en la Universidad Jagellónica; una vez ordenado, pasó algunos años en Viena e Italia, donde tuvo contacto con las ideas ilustradas de la época. Retornado a Polonia, fue un miembro activo de diversas sociedades vinculadas a la educación y la pedagogía, siendo rector de la Universidad donde había estudiado, entre 1783 y 1786. 
Políticamente activo, impulsó reformas en su país, fue líder del Partido Patriótico, y coautor de la Constitución de 3 de mayo de 1791. Tras la guerra con Rusia, se exilió a Leipzig, donde su visión política se radicalizó. Apoyó la revuelta de Kościuszko, y tras su fracasó fue hecho prisionero de los austríacos hasta 1802. En 1807 - 1808, fue de nuevo arrestado, esta vez por las autoridades rusas, impidiéndosele ejercer actividades públicas. Kołłątaj escribió gran cantidad de literatura política de circunstancias, pero también es recordado por su visión filosófica relacionada con las ideas fisiocráticas, de un orden físico y moral. "Un orden Físico-Moral" (1811) enfatiza la natural interdependencia entre los derechos y las obligaciones de los individuos en sociedad. En "Un análisis crítico de los principios históricos relativos a los orígenes de la Humanidad", publicado póstumamente en 1842, esboza ideas sobre la evolución social. En "La Enseñanza pública en Polonia en los últimos años del reinado de Augusto III", publicado póstumamente en 1841, se muestra un pionero en los estudios sobre la historia de la educación y la cultura en su país.